# نفود

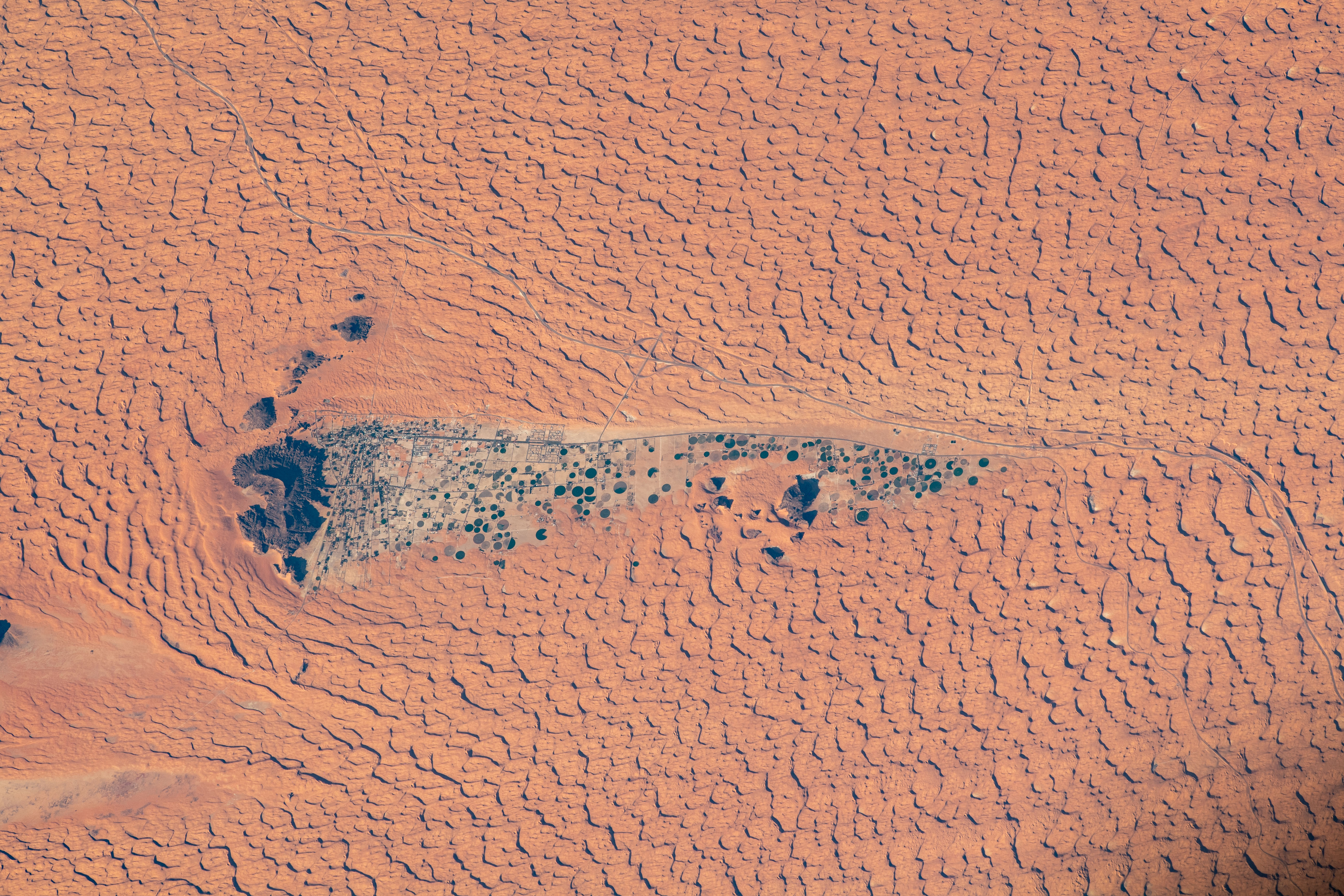
نمایی از شهر جوبا در عربستان سعودی که توسط صحرای نفود، احاطه شده‌است. - ۲۰۲۰

صحرای نَفود (به عربی: صحراء النفود) نام صحرایی در شمال شبه‌جزیره عربستان غرب عراق و شرق اردن با طول ۲۵۰ و عرض ۲۲۵ کیلومتر و مساحت ۱۰۳٬۰۰۰ کیلومتر مربع (۴۰٬۰۰۰ مایل مربع) است.
در آوریل ۲۰۱۴ گروهی از پژوهشگران دانشگاه آکسفورد در عمق صحرای عربستان تکه‌هایی از یک عاج ۳۲۵ هزار ساله را کشف کرده‌اند که به جانوری غول پیکر و منقرض شده از گونه فیل‌ها تعلق دارد. این کشف نشان می‌دهد که صدها هزار سال پیش این منطقه دشتی سبز و بارور بوده که امروز به یک صحرای شنی و بی‌آب‌و‌علف تبدیل شده است. صحرای عربستان در برخی از دوره‌های زمین‌شناسی آب‌وهوای معتدل و خاک سرسبزی داشته و تغییرات جوی این منطقه احتمالاً باعث شده که انسان‌های ساکن آن شیوه زندگی خود را بارها تغییر داده و خود را با تغییرات آب و هوا سازگار کنند.
در سپتامبر ۲۰۲۰ گروهی از باستان‌شناسان موسسه شیمی بوم‌شناسی ماکس پلانک، جاپاهای انسانی با قدمتی نزدیک به صد و بیست هزار سال یافتند. در گذسته نیز ابزارسنگی در این منطقه، یافت شده بودند. یافته آنها این فرضیه که شبه‌جزیره عربستان، گذرگاه انسان‌های نخستین در خروج از آفریقا و ورود به خاور میانه و سپس اروپا بوده را تقویت می‌کند.